# Виньи, Альфред де
Граф Альфре́д Викто́р де Виньи́ (фр. Alfred Victor de Vigny; 27 марта 1797, Лош, департамент Эндр и Луара, — 17 сентября 1863, Париж) — французский писатель, крупнейший представитель французского аристократического, консервативного романтизма. Известен в первую очередь как автор ряда поэм и исторического романа «Сен-Мар».

## Ранние годы
Виньи был родом из старинной дворянской семьи, активно боровшейся против революции; некоторые члены его семьи погибли на гильотине. Вошёл в жизнь с сознанием обречённости своего класса. «Ещё в лицее, — говорил он впоследствии, — я почувствовал, что происхожу из проклятой расы». В 15 лет поступил на военную службу; состоял в охране Людовика XVIII, когда тот во время «Ста дней» бежал. Оставался военным до 1827 года, но ни разу не участвовал в сражениях. По его собственным словам, «видел рабство армии, но не знал её величия» («Servitude et grandeur militaire»).
Если верить указаниям самого де Виньи, точность которых иногда подвергается сомнению, в 16 лет написал «La Dryade», а в 18 лет — «Symétha», в которых он следовал Андре де Шенье — писателю, гильотинированному во время революции и потому духовно близкому де Виньи, как и всем современным ему поэтам «проклятой расы», поэтам погибавшей аристократии. В печати дебютировал статьёй о Байроне и поэмой «Le bal» (Бал) в журнале Виктора Гюго «Conservateur» (1819—1822).
Вошёл в литературу в дни зарождения первого кружка романтиков. В журнале кружка «La Muse Française» (1823—1824) опубликовал поэму «Dolorida», стихи «Sur la mort de Byron» (Ha смерть Байрона) и статью о Брюгере де Сорсюме, переводчике Шекспира на французский язык.
В своих критических статьях де Виньи опирался на традицию Шекспира и Байрона вместо традиции классиков, Корнеля и Расина. Следуя в «La Dryade» и в «Dolorida» Андре де Шенье, Виньи утверждал свою особую линию консервативного романтизма, но все же многими элементами своего творчества продолжал классиков.
В 1822 году де Виньи опубликовал сборник «Poèmes», куда вошли три песни неоэллинской поэмы «Héléna», античные поэмы: «La Dryade», «Symétha», «Le Somnambule», Библейские поэмы: «La fille de Jephté» (Дочь Иевфая), «Le bain d’une dame romaine» (Ванна римской дамы), «La femme adultère» (Прелюбодейка) и современные поэмы: «La prison» (Тюрьма), «Le bal», «L’ode au malheur» (Ода несчастью).
В последующие годы де Виньи печатает поэмы о сильных, отчаявшихся, одиноких, полные гордой героики: «Moïse» (Моисей, 1822), «Le Déluge» (1823), мистическую поэму «Элоа» — о проникшемся людскими страданиями падшем ангеле; эта тема была модной в то время, ей также посвящено «Chute d’un ange» (Падение ангела) Ламартина. Вместе с ранее указанными поэмами и рядом других («Le Trappiste», «Le Cor» (Рог), «Madame de Soubise», «La Frégate „La Serieuse“, ou la plainte du capitaine» (Фрегат «Серьёзная», или Жалоба капитана) и др.) они вошли в сборник «Poèmes antiques et modernes» (Античные и новые поэмы, 1826), которым надолго закончился первый период поэтической деятельности Виньи.

## Зрелое творчество
Начиная с 1826 году, он переходит к роману и драме. Он пишет исторический роман «Сен-Мар, или Заговор времён Людовика XIII», посвящённый судьбе юного маркиза Сен-Мара, казнённого за заговор против Ришельё.
В соответствии с поэтикой романтиков о примате правды поэта над правдой жизни и истории де Виньи говорил: «У музы есть своя истина, более прекрасная, чем правда», и спрашивал: «На что нужно искусство, если оно только удвоение и проверка действительности?» Несмотря на то, что де Виньи, по его словам, изучил свыше 300 книг и рукописей, он переполнил книгу самыми невероятными анахронизмами, оправдывая это тем, что «искусство не толкователь истины, а её заместитель».
Не следуя исторической правде, де Виньи снижает образ Ришельё, низвергает кардинала с пьедестала за стремление ограничить права аристократии в пользу буржуазии и возвеличивает Сен-Мара и его сторонников, противников политики Ришельё. Сочувственный интерес к тем, кто боролся против каких-либо уступок Третьему сословию, выразился и в изучении де Виньи Фронды; её историю он хотел написать, но замысел этот остался неосуществлённым. Поэзия де Виньи была оценена лишь немногими — близкими к «кружку романтиков», где в ту пору де Виньи ставили рядом с Виктором Гюго. Роман «Cinq-Mars» принёс ему первый большой успех и заставил широкого читателя заинтересоваться его поэмами.
В 1828 году он переводит «Венецианского купца» Шекспира, в 1829 — «Отелло». Верный принципу «правды поэта», а не истории, даже тогда, когда речь шла о поэте прошлого, де Виньи в этих переводах не следовал оригиналу в точности: «Я старался передать дух, а не букву», — говорил он. Постановка «Отелло» в «Comédie Française» была успешной авангардной стычкой пред той победоносной битвой, которую романтики дали постановкой в том же театре в следующем сезоне «Эрнани» Виктора Гюго.

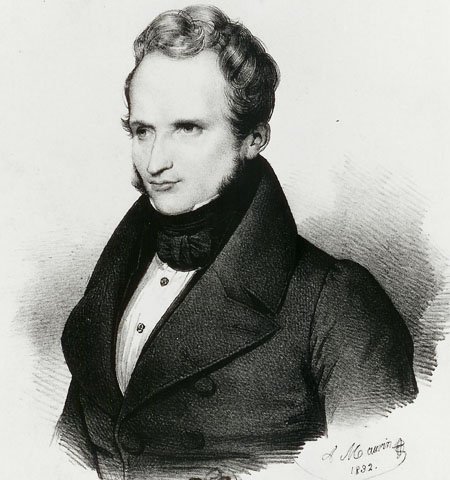
Альфред де Виньи, 1832

За переводами следует оригинальная историческая драма де Виньи «Маршал д’Анкр» (1831) и комедия «Quitte pour la Peur» (1833). Обе драмы прошли, в сравнении с другими романтическими постановками тех сезонов, в особенности с драмами В. Гюго и А. Дюма, — незаметно.
Одновременно с первыми драмами де Виньи публикует свою поэму «Париж», отмеченную любовью к городу и новым культурным веяниям. Богоборчески заявляя, что «Христос умер в нашем сердце», де Виньи и в этой поэме не отходит от своего лейтмотива — страдания и смерти («Лишь два несомненных начала я знаю в этом хаосе судьбы: страдание и смерть»), но страшнее всего была бы смерть Парижа. Тогда надо было бы сказать: «Мир надолго погрузился в ночь».
Последний роман де Виньи «Стелло» (1832), его последняя драма «Чаттертон» (написана в 1833 специально для актрисы Мари Дорваль, и мемуарная книга «Неволя и величие солдата» (1835) имели успех.
В «Стелло» Виньи поставил проблему исторической судьбы поэта, в «Чаттертоне» — его современного положения. «Стелло» — скорбь одиночества и обречённости поэта. Поэты — «величайшие и несчастнейшие люди. Они образуют почти непрерывную цепь славных изгнанников, смелых, преследуемых мыслителей, доведённых нищетой до сумасшествия». «Имя поэта благословенно, его жизнь — проклята. То, что называют печатью избранности, составляет почти невозможность жить». Поэты — «раса, всегда проклятая всеми правительствами: монархи боятся, а потому преследуют поэта, конституционное правительство убивает его презрением (доведённый обидами и нищетой до самоубийства английский поэт Чаттертон), республика их уничтожает (Андре Шенье)». «О, — восклицает Виньи, — безымённое множество, вы с рождения враг имён, ваша единственная страсть — равенство; и пока вы будете существовать, — вы будете движимы беспрерывным остракизмом имён».
Так понятую судьбу поэта Виньи вскрывает в драме «Чаттертон», посвящённой самоубийству английского поэта Чаттертона. В каждом французе, по мнению Виньи, живёт водевилист. «Чаттертоном» Виньи стремился поставить на место водевиля «драму мысли». Его Чаттертон, понятно, очень далёк от одноимённого английского поэта. Едва ли даже можно того назвать прототипом. Прототипом для Виньи скорее был молодой Вертер Гёте.
Виньи сам заявлял, что Чаттертон для него «только имя человека». Это имя — «романтический символ» одинокого, обречённого сына «пагубной феи, именуемой поэзией». Чаттертон кончает самоубийством, потому что он, по мнению врача, болен «болезнью нравственной и почти неизлечимой, которая поражает молодые души, влюблённые в справедливость и красоту и встречающие в жизни на каждом шагу неправду и безобразия. Эта болезнь — ненависть к жизни и любовь к смерти. Это — упрямство самоубийцы».
Драма вызвала ожесточённую дискуссию, вплоть до протестующих речей в парламенте. Говорили, что она, как «Вертер» в своё время, стала причиной участившихся самоубийств среди молодёжи. Винили Виньи, что он пропагандирует самоубийство. Виньи отвечал: «Самоубийство — религиозное и социальное преступление, так говорит долг и разум. Но отчаяние — не идея. И не сильнее ли оно разума и долга?»
После драмы «Чаттертон» Виньи написал повесть «Красная печать», открывающую цикл военной прозы «Неволя и величие солдата», где автор вскрыл одну из причин своего отчаяния. «Армия, некогда источник гордости и силы погибавшей аристократии, утеряла своё величие. Она сейчас только орудие рабства. Некогда армия была большой семьёй, проникнутой чувством долга и чести, стоицизмом беспрекословной покорности во имя долга и чести. Сейчас она — жандармерия, большая машина, которая убивает и которая страдает». «Солдат — жертва и палач, гладиатор слепой и немой, несчастный и жестокий, который, побивая сегодня ту или иную кокарду, спрашивает себя, не наденет ли он её завтра на свою шляпу».
«Неволя и величие солдата» — последняя книга, вышедшая при жизни Виньи. В 1842 году он избран в Академию, в 1848 — выставил свою кандидатуру в Учредительное собрание, но провалился. В центре литературной жизни после постановки «Чаттертона» и выхода последней книги он больше не был.

## Поздние годы
С 1836—1837 годов де Виньи до своей смерти прожил уединённо в своём имении, откуда лишь изредка выезжал. Там он написал «Poèmes philosophiques» (Философские поэмы), «La colère de Samson» (Гнев Самсона, 1839), «La sauvage» (Дикая, 1843), «La mort du loup» (Смерть волка, 1843), «La maison du berger» (Дом пастуха, 1844), поэму о жёнах декабристов — «Wanda» (1847), «Les Destinées» (Судьбы, 1849), «Le mont des Oliviers» (Холм масличный, 1862) и некоторые другие, менее известные поэмы. Полностью они были напечатаны лишь после смерти Виньи в сборнике «Les Destinées». Тогда же вышел и его дневник — «Journal d’un Poète», полный глубочайшего пессимизма, отчаяния, одиночества и религиозного стоицизма обречённого верующего.

## Значение творчества
Виньи, наряду с Гюго, был одним из создателей французского романтизма. Романтизм Виньи консервативен. Реставрация вернула Бурбонам престол, но она не вернула аристократии её былого богатства и власти. «Старый порядок» феодализма погиб. Именно в эпоху реставрации французская промышленность так развилась, что стимулировала окончательный переход власти от земельной аристократии к промышленной и финансовой буржуазии, создание июльской буржуазной монархии.
И если в первые годы реставрации ещё казалось, что возврат к прошлому возможен, что «гений христианства» (Шатобриан) восторжествует, иначе говоря — ушедшее в прошлое аристократическое величие вернётся, то скоро, ещё до 1830, а тем более после установления монархии, стало совершенно очевидно, что возврата к прошлому нет: аристократия погибает. Виньи с трагическим стоицизмом заявляет: «Быть больше не суждено. Мы погибаем. Отныне одно лишь важно: достойно умереть». Остаётся лишь ответить «презрительным молчанием» на «вечное молчание Божества» («Христос в Гефсиманском саду», «Le mont des Oliviers») или последовать мудрому стоицизму затравленного волка, который поучает людей:

Моленья, вздохи, плач оставь рабам презренным,
Когда ж придёт конец — умри, как умер я,
И пусть не выдаст мук ни звуком грудь твоя.

Это не было призывом к самоубийству. То был призыв к последнему героическому сопротивлению, к ожесточённой схватке отчаявшихся. Это последнее сопротивление должно быть тем упорнее, что, по мнению Виньи, речь идёт о судьбах человеческого гения.
Прошлое благополучие аристократии связано с господством католической церкви. Виньи, как и все консервативные романтики, чужд материалистического неверия XVIII века, его пессимизм религиозно окрашен. Виньи приходит к великой покорности воле Божией. Три основных мотива: мотив гордой, одинокой, отчаявшейся личности, которая уходит из мира, полная презрения к его «безымённому множеству», мотив богоборчества, мотив покорности воле Творца — сливаются с мотивом бесконечной преданности, верности и любви — этими основными добродетелями феодального рыцаря, ставшими у Виньи выражением готовности нести свой крест.
Комплекс этих мотивов заполняет все творчество Виньи, начиная от его «Le malheur» (1820) и «La prison» (1821) и кончая «Le mont des Oliviers» (1862), «La mort du loup» (1843) и последними записями в «Journal d’un Poète». Он находит материал для своих мотивов в Библейской древности («La fille de Jephté», «Moïse», «Le Déluge», «La colère de Samson»), в античном мире («La Dryade», «Symétha» и др.), в современной ему действительности («Paris», «Le bal»), в средневековьи («Le Cor»), в судьбе жён декабристов, которых он характеризует как людей безграничной верности, любви и покорности воле Творца, готовности нести свой крест («Wanda»), наконец в судьбе поэта всех веков («Stello», «Chatterton»). Везде те же отчаявшиеся, одинокие, обречённые, которые жаждут покоя в смерти.
До революции 1830, пока пути консервативного и радикального романтизма ещё не разошлись (их тогда объединяло общее недовольство существующим), Виньи ставили рядом с Гюго, критики считали Виньи гениальным поэтом и величайшим мастером стиха. После революции 1830 произошло отрезвление, и пред последующими поколениями все отчётливее обрисовывались недостатки творчества Виньи: подражательность (Шенье, Байрону, Мильтону, поэмам Оссиана, современникам — Суме, Жиро, Дешану), его риторика, схематизм языка персонажей.
Большей частью стих Виньи однообразен по своей фактуре, правилен, жёсток. Виньи искал рифм исключительно полнозвучных, поэт должен был сильно затрудняться в выборе слов. Его стихи, несмотря на это, текут довольно свободно, и его созвучия не производят впечатления искусственности". Последнее относится особенно к его посмертному сборнику «Les Destinées», проникнутому глубокой искренностью. В нём действительно скорбь последних дней обречённого преобладает над надеждой последнего сопротивления.